# Colli del Trasimeno bianco
Il Colli del Trasimeno bianco è un vino DOC la cui produzione è consentita nella provincia di Perugia.

## Caratteristiche organolettiche
- colore: paglierino più o meno intenso, talvolta con riflessi verdognoli.
- odore: delicato, fresco, fruttato
- sapore: asciutto, fresco armonico

## Produzione
Provincia, stagione, volume in ettolitri
- Perugia  (1990/91)  9395,35
- Perugia  (1991/92)  5262,34
- Perugia  (1992/93)  6907,76
- Perugia  (1993/94)  5556,63
- Perugia  (1994/95)  6687,88
- Perugia  (1995/96)  4326,9
- Perugia  (1996/97)  4547,9